# Horace Bianchon
Horace Bianchon, médico, é um personagem da Comédia Humana de Honoré de Balzac.
Nascido em 1797, originário de Sancerre, Bianchon aparece pela primeira vez na Comédia em 1818 em César Birotteau. Sobrinho de Jean-Jules Popinot e discípulo de Desplein, estudande brilhante, íntegro, fiel na amizade e de boa companhia, é reecontrado ao longo de toda a obra, em que cuida de praticamente todos os personagens.
É uma personalidade às vezes indispensável (é encontrado sem cessar), mas pouco definida (muito pouco se conhece de sua vida privada). Bianchon é o equivalente literário do padre, tipo de benfeitor da humanidade que se apaga diante de sua função.
Faz parte do Cenáculo, grupo que inclui homens de talento nas disciplinas mais diversas: desenho, pintura, poesia, escrita, ciências, de que Louis Lambert também faz parte. Aqui se encontram, entre outros, o pintor Joseph Bridau, o caricaturista Jean-Jacques Bixiou, o escritor Daniel d'Arthez e, mais tarde, o dândi Lucien de Rubempré.
A lenda diz que Balzac, delirando no leito de morte, mandou chamar Bianchon para salvá-lo. Mas a anedota não é confirmada.

## Aparições
1818 - Horace é primo de Anselme Popinot, o fiel empregado de César Birotteau. Ele faz apenas uma curta aparição neste romance, para ir ao baile de César Birotteau e encontrar seu primo. Ele é ainda estudante de medicina.
1819 - Em Le Père Goriot, sempre estudando, ele frequenta os cursos de Cuvier e toma seu jantar como pensionário externo da casa Vauquer, onde faz amizade com Eugène de Rastignac. Eugène lhe confia a situação desperadora do pai Goriot quando este último entra em decadência. Bianchon prodigaliza todos os cuidados possíveis com o velho homem, em vão. Ele alerta Vautrin, mais tarde, de uma palavra dita por mademoiselle Michonneau e Poiret: Engana-a-morte (apelido do fugitivo disfarçado no mundo do crime). Ele ameaça abandonar a pensão por causa destes dois espiões.
1821 - Em Illusions perdues, ele encontra Lucien de Rubempré, que lhe apresenta Daniel d'Arthez e cujo manuscrito, imperfeito, pede algumas correções. Bianchon e d'Arthez intervem. Bianchon é agora um interno no Hôtel-Dieu. Neste mesmo ano, ele tem uma curiosa aventura enquanto era enviado por Desplein ao leito de um doente próximo a Vendôme. Ele contará mais tarde essa história (La Grande Bretèche) em Autre étude de femme.
1822 - Bianchon trata de Coralie, a amante de Lucien de Rubempré, sem ter sucesso em salvá-la.
1823 - Depois de ver seu mestre Desplein, um ateu, entrando na igreja de Saint-Sulpice, ele descobre que seu mestre mantém anualmente uma missa para um antigo benfeitor (A Missa do Ateu).
1824 - Ele frequenta o salão de Célestine Rabourdin, onde ele reencontra também Lucien de Rubempré, Eugène de Rastignac, Hippolyte Schinner, Octave de Camps, o juiz Granville, Andoche Finot, Monsieur du Châtelet, Mestre Derville, sociedade diversificada a quem é gentil, ainda que mantida suas distâncias.
1827 - Ele que denuncia os feitos de que é vítima Pierrette Lorrain em Pierrette, e ele que propõe que a jovem seja submetida a uma trepanação para curá-la. Ele ajuda seu mestre nesta operação delicada.
1828 - É frequentemente recebido por toda Paris. Mas ele cuida também da marquesa de Listomère por uma crise de orgulho (Étude de femme) e Agathe Bridau (a mãe de Philippe e Jospeh Bridau) doente e sem um tostão (La Rabouilleuse).
1829-1930 - Bianchon é o médico onipresente em Splendeurs et misères des courtisanes, correndo do leito do barão de Nucingen (doente de amor) ao de Esther van Gobseck, que se envenena para não ser possuída por aquele. Ele tenta também salvar a filha do espião de polícia Peyrade, Lydie, sequestrata, violada e tornada louca.
1831 - Ele é o médico de Raphaël de Valentin (La Peau de chagrin).
1835-1836 - Médico do Hôtel-Dieu, ele obtem um cadeira em La Muse du département e se torna o primeiro médico do hospital. Ele é ao mesmo tempo feito oficial da Legião da Honra.
1844 - Depois de ter cuidado do conde Anselme Popinot em Le Cousin Pons, Élisabeth Fischer em La Cousine Bette, ele se torna um dos práticos mais célebres de Paris, mas não deixa de se apressar para ir ao leito de Véronique Gralsin em Le Curé de village.
1846 - Ele aparece ainda uma vez em La Femme auter, mencionado por Bixiou. Mas seu destino não é selado.